# Ozyptila gasanensis
Ozyptila gasanensis là một loài nhện trong họ Thomisidae.
Loài này thuộc chi Ozyptila. Ozyptila gasanensis được Kap Yong Paik miêu tả năm 1985.